# 仁荷大学校性的暴行死亡事件
仁荷大学校性的暴行死亡事件（インハだいがっこうせいてきぼうこうしぼうじけん）は、2022年7月15日、大韓民国仁川広域市弥鄒忽区にある仁荷大学校龍峴キャンパスで当該大学の在学生Aが他の在学生を性的暴行して死亡させたと見る事件。

## 事件
2022年7月15日インハ大学学生（当時20歳）は校内建物2階と3階中間階段で、当時酒に酔って意識が全くなく、自己保護能力が完全に欠けた状態の被害者を強姦して窓の外に落とし死亡させた。
犯行現場は地上から8メートルの高さで窓枠の先端が外壁と直結しており、床がアスファルトなので墜落時の死亡につながる仕組みだった。
犯人は自分の携帯電話で犯行シーンを撮影したが、被害者の身体は撮影できなかった。
2022年8月9日、仁川地方検察庁女性児童犯罪調査部は、犯人を性暴力犯罪の処罰などに関する特例法違反罪で拘束起訴し、被害者の身体を撮影するための実行に着手したと立証する資料が不足して性暴力犯罪の処罰等に関する特例法違反の点は不起訴処分した。
2023年1月19日、仁川地方裁判所刑事12部は犯人に懲役20年、性暴力治療プログラム80時間履修、児童関連機関などに対する就職制限10年命令を宣告した。裁判長イム・ウンハ判事は、宣告公判で重い処罰監修しながらまで殺害しようとしたか殺害しようとした動機を発見できなかった点などを参酌して殺人容疑に対して受け入れず、準強姦致死罪を適用して判決を下した。 
2023年10月26日、上告審で遠心のまま懲役20年を確定した。
（ハングル版をまま翻訳し添付）

## 反応
7月18日大統領室は、「悲痛にも亡くなった被害者の冥福を祈る」とし、「再びそのようなことが再発しないように法と秩序をさらに立て直す」とした。